# Kuschel dich in meine Arme
Kuschel dich in meine Arme utkom år 2000 och är ett album av det svenska dansbandet Vikingarna, där de sjunger på tyska och kallar sig "Vikinger". Titelspåret "Kuschel dich in meine Arme" är den tyskspråkiga versionen av hitlåten Kan man älska nå'n på avstånd.

## Låtlista
1. Kuschel dich in meine Arme (Kan man älska nå'n på avstånd)
2. California
3. Deine Liebe tut so gut (Var det nånting som jag sa?)
4. Blue Hawaii
5. Nur eine Nacht
6. Wach' ich oder Träum' ich
7. Schön war der Abend
8. Schenk mir den Sommer Marie (Du är min sommar Marie)
9. Für uns zwei
10. Was immer du willst (Nummer ett)
11. Der Zauber der Mittsommernacht
12. Eine Nacht mir dir
13. San Marino
14. Adios Amigo